# Шейкін Юрій В'ячеславович
Юрій В'ячеславович Шейкін (нар. 10 квітня 1963 — пом.5 січня 2011, Великий Новгород) — радянський та узбецький футболіст, що грав на позиції воротаря. Відомий виступами за низку футбольних клубів Узбекистану, а насамперед за національну збірну Узбекистану, у складі якої став переможцем Азійських ігор 1994 року.

## Клубна кар'єра
Юрій Шейкін розпочав грати у футбол у 80-х роках XX століття в Узбекистані. Нетривалий час він виступав за дублюючий склад вищолігового ташкентського «Пахтакора», проте більшу частину кар'єри за часів СРСР він провів в узбецьких клубах другої ліги «Нарімановець», «Шахтар», а з 1988 року грав за ташкентський «Трактор», у якому він не тільки став основним воротарем, а й неодноразово ставав автором забитих м'ячів команди. Після проголошення незалежності Узбекистану та початку розіграшу національної першості він продовжив виступи за «Трактор», в якому грав до 1995 року. У 1994 році в опитуванні на звання кращого футболіста Узбекистану посів третє місце. У 1996 році голкіпер виступав за ташкентський МХСК, з яким став бронзовим призером першості, і «Машал» з Мубарека, а в 1997 році повернувся до «Трактора». У 2000 році виступав за команду «Заравшан», після чого завершив виступи на футбольних полях, і виїхав на постійне місце проживання до Росії. Помер колишній футбольний воротар 5 січня 2011 року у Великому Новгороді.

## Виступи за збірну
Юрій Шейкін дебютував у національній збірній Узбекистану 17 квітня 1994 року в матчі зі збірною Таджикистану. У цьому ж році Юрія Шейкіна включили до складу збірної для участі у Азійських іграх 1994 року в Японії. Хоча АФК цього року вирішила, що у складі збірних мають бути гравці лише віком до 23 років, проте практично всі команди приїхали на цей турнір у найсильніших складах. Федерація футболу Узбекистану лише в останній момент знайшла кошти для участі команди в змаганнях, футболістам не виплачували добових на початковому етапі змагань (на відміну від решти узбецької делегації). На турнірі Шейкін був основним воротарем команди, грав у більшості матчів з перших хвилин. Перший етап турніру та чвертьфінал зі збірною Туркменістану для узбецької збірної пройшли без особливих проблем. У півфіналі турніру збірна Узбекистану зустрілась зі збірною Південної Кореї, яка перед цим вибила з турніру господарів змагань — збірну Японії. Це призвело до того, що за узбецьку збірну вболівав увесь стадіон у Хіросімі, а в самому матчі узбецька збірна спромоглась несподівано перемогти з рахунком 1-0, а Шейкін став справжнім героєм матчу. Зі слів іншого учасника матчу Ігора Шквиріна:
«Воротар Юрій Шейкін творив чудеса, корейці „обскубали всі штанги“, а наші самі лише три-чотири рази „сходили у контру“. В одній із них Азамат Абдураїмов забив гол, довбанувши із 33-35 метрів. М'яч скочив по ґрунту перед носом у ловця і проскочив повз його рук у рамку — 1:0!.. І знову чудеса Шейкіна, знову дивом встояв каркас воріт (!).»
Оригінальний текст (рос.)
Вратарь Юрий Шейкин творил чудеса, корейцы "общипали все штанги", а сами наши лишь три-четыре раза "сходили в контру". В одной из них Азамат Абдураимов забил гол, долбанув с 33-35 метров. Мяч скакнул по грунту перед носом у ловухи и проскочил мимо его рук в рамку - 1:0!.. И снова чудеса Шейкина, снова чудом устоял каркас ворот (!).
«Проте воротар у нас, Юра Шейкін, чудеса творив. Ми ніби його рівень знаємо, а вийшло, що він упіймав кураж, і все — куди не стане, усі в нього б'ють. Ніби й лежить уже, і нема куди подітися, але все одно: то в палець, то в коліно потрапить м'яч, або ворота допомагати починають. А ми раз вийшли зі своєї штрафної, один узбек м'яч на фланзі відібрав, інший корейця обвів і метрів із 35 яа-а-ак дав, і м'яч у голкіпера між рук проскочив у ворота»
Оригінальний текст (рос.)
Но вратарь у нас, Юра Шейкин, чудеса творил. Мы-то вроде его уровень знаем, а получилось, что он поймал кураж, и все – куда ни встанет, все в него бьют. Вроде бы и лежит уже, и деваться некуда, и все равно: то в палец, то в колено попадет мяч, или ворота помогать начинают. А мы раз вышли из своей штрафной, один узбек мяч на фланге отобрал, второй корейца обвел и метров с 35 ка-а-ак дал, и мяч у голкипера между рук проскочил в ворота
Про цей матч головний тренер корейської збірної на цьому турнірі Анатолій Бишовець висловився наступним чином:
«Наведу офіційні дані матчу. Ми завдали 27 ударів по воротах, вони — 3, ми подали 20 кутових, вони — 2. 6-7 вірних можливостей ми не використали. Воротар Шейкін чудеса творив, та ще й у захисті суперники самовіддано грали. Нам же Абдураїмов забив гол метрів із 30-35. М'яч ударився об землю і під рукою воротаря пролетів у сітку.»
Оригінальний текст (рос.)
Приведу официальные данные матча. Мы нанесли 27 ударов по воротам, они - 3, мы подали 20 угловых, они - 2. 6-7 верных возможностей мы не использовали. Вратарь Шейкин чудеса творил, да ещё в защите соперники самоотверженно играли. Нам же Абдураимов забил гол метров с 30-35. Мяч ударился о землю и под рукой вратаря пролетел в сетку.
У фіналі турніру узбецька збірна вже з меншим фізичним та нервовим напруженням обіграла збірну Китаю з рахунком 4-2, і стала переможцем турніру. Юрій Шейкін після фантастично проведеного матчу з корейцями визнаний кращим воротарем турніру.
Після перемоги на Азійських іграх Юрій Шейкін лише один раз, у 1995 році, викликався до збірної Узбекистану, і матч зі збірною Болгарії 20 липня 1995 року став останнім у його кар'єрі у збірній. Усього Шейкін зіграв 8 матчів у складі збірної Узбекистану, в яких пропустив лише 4 м'ячі.

## Нагороди
У 1994 році після перемоги у складі команди на Азійських іграх Юрій Шейкін разом із іншими переможцями ігор та їх тренерами був нагороджений державною нагородою Республіки Узбекистан — медаллю «Шухрат».

## Титули і досягнення
Збірна Узбекистану
- Азійські ігри:

- : 1994

- Третє місце: Кращий футболіст Узбекистану — 1994
- Бронзовий призер чемпіонату Узбекистану — 1996